# Норуич (Коннектикут)
Норуич (англ. Norwich) — город в США в штате Коннектикут. В США город часто называют «Роза Новой Англии» (англ. The Rose of New England). Город был основан в 1659 году, по данным переписи 2000 года в городе проживает 36117 человек. До отмены института административных центров в штате Коннектикут, Норуич являлся административным центром округа Нью-Лондон.

## Галерея

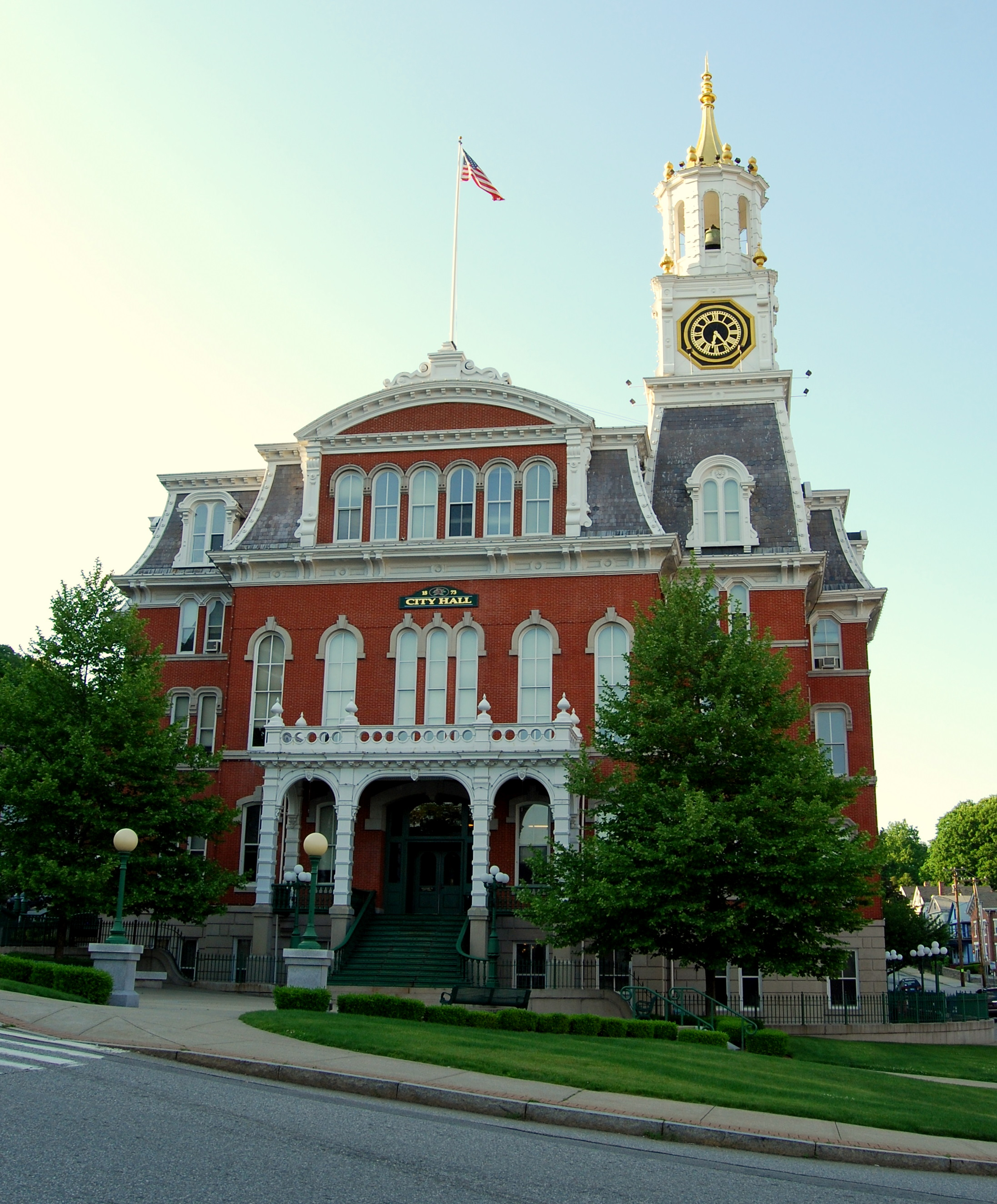
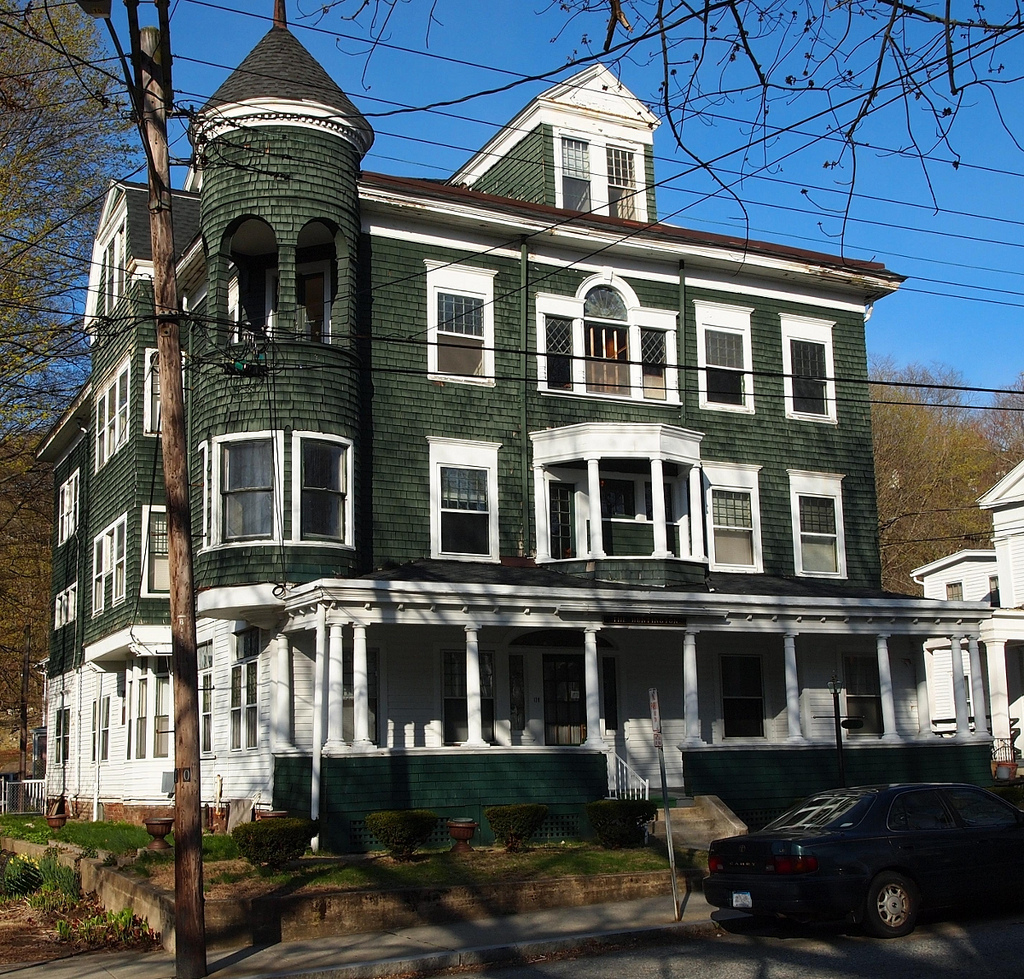
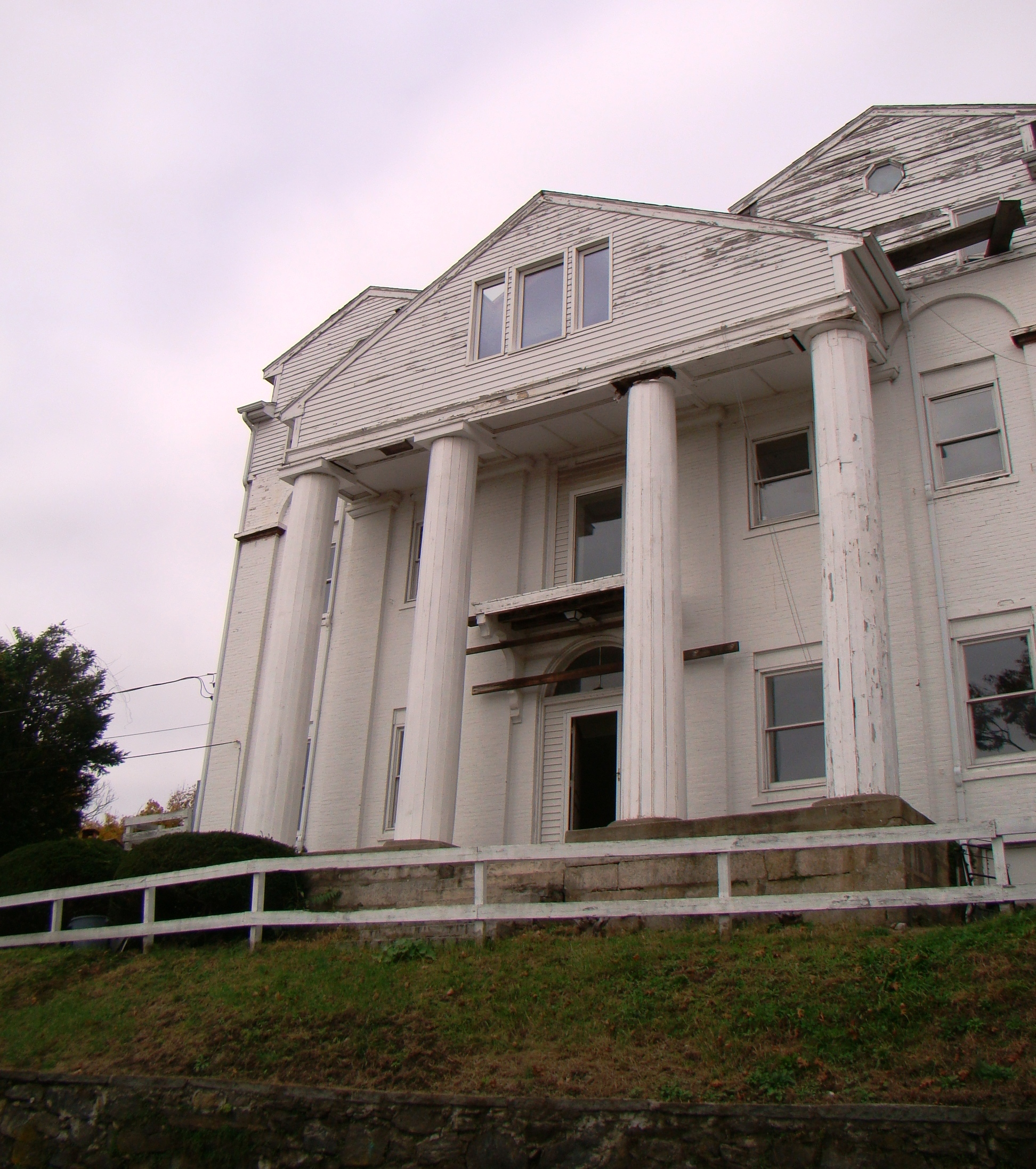
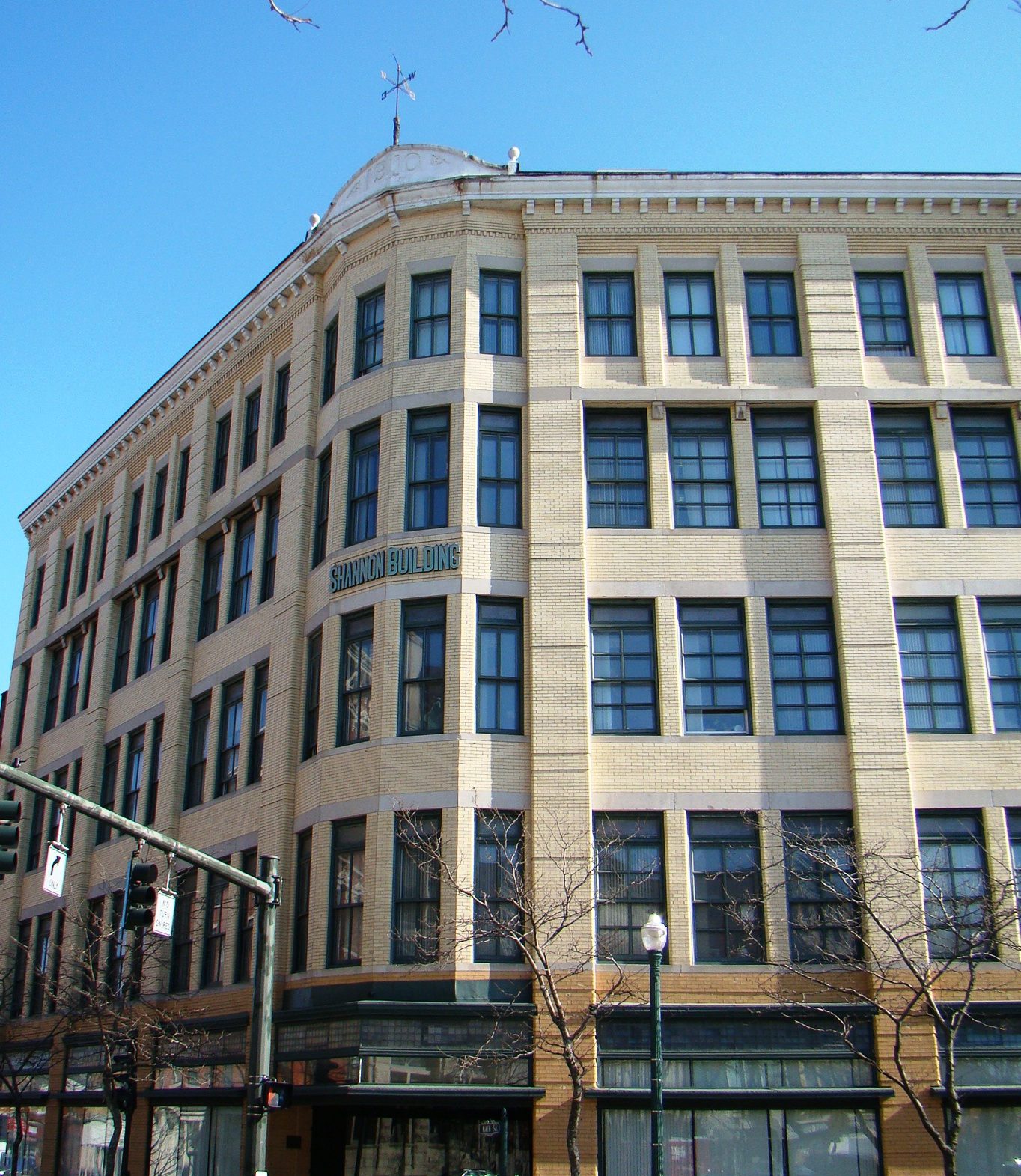
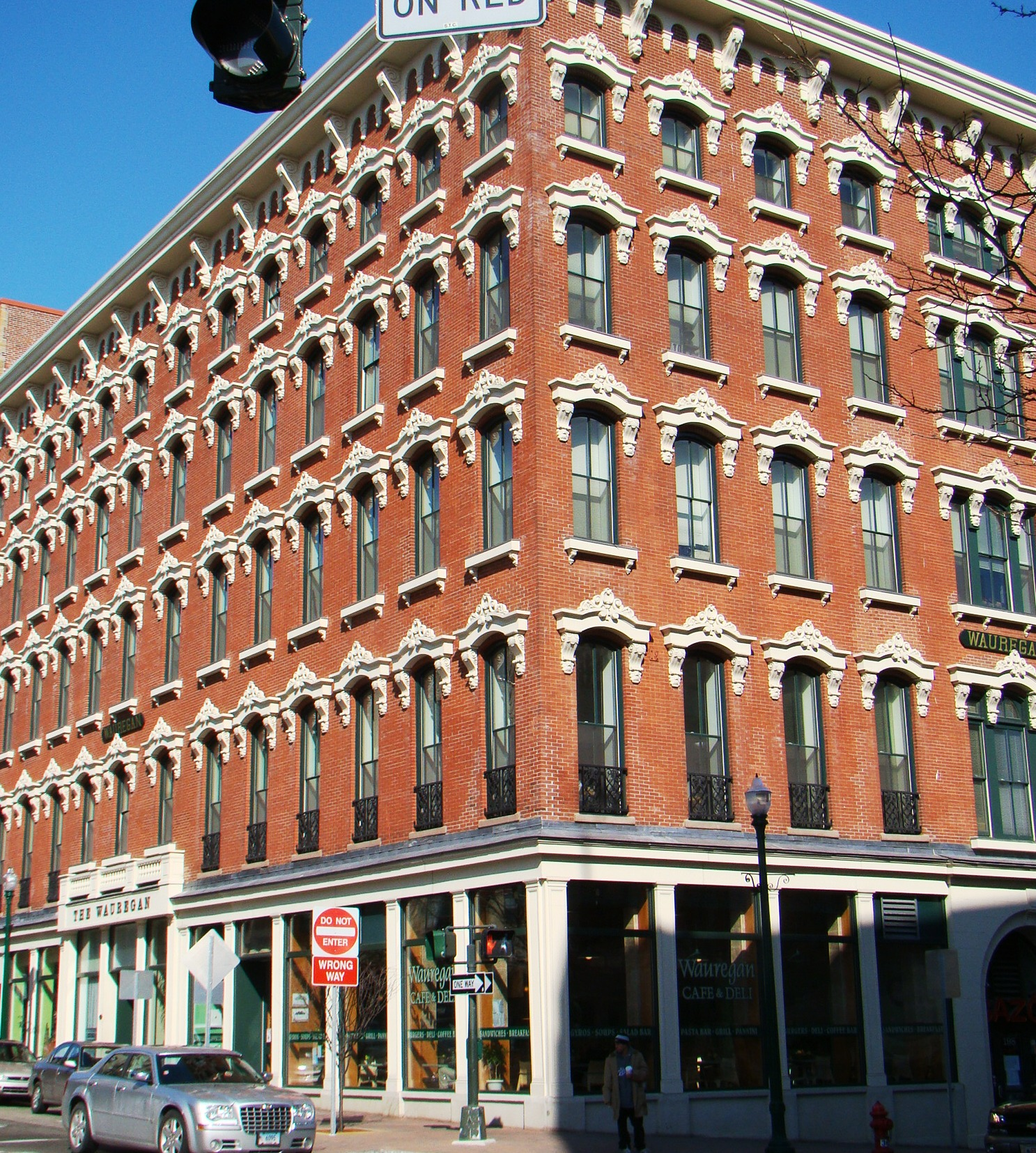